# GAFCON
La conférence GAFCON (Global Anglican Future Conference) réunit en juin 2008 environ 1 000 participants dont plus de 300 évêques anglicans conservateurs. Les thèmes de discussion affichés sont la montée du sécularisme au sein même des églises anglicanes, la lutte contre le sida et la pauvreté. Mais cette conférence marque surtout l'importance des conflits doctrinaux au sein de la Communion anglicane, et voit les conservateurs s'organiser de façon pérenne sous la forme d'une Fraternité des anglicans confessants.

## Contexte

### Conflit doctrinal global
La conférence se déroule sur fond de tensions durables au sein de la Communion anglicane, dues aux différences doctrinales entre les différentes églises de la Communion, notamment sur la question de l'homosexualité. La consécration épiscopale, en 2003, de l'américain Gene Robinson, vivant ouvertement une relation homosexuelle stable, restera dans les années suivantes une pierre d'achoppement pour les conservateurs. Elle est généralement considérée comme l'origine d'un conflit ouvert entre certaines des églises sœurs.
Ce conflit est marqué par une série de changement d'obédience de membres de l'Église épiscopale des États-Unis qui demandent à être rattachés à des églises qui ont conservé une doctrine plus conservatrice. À partir de 2003 se mettent en place des antennes missionnaires de certaines églises africaines en Amérique du Nord, mouvement qualifié de réalignement. Le prêtre conservateur américain Martyn Minns est ainsi consacré évêque au sein de l'Église du Nigeria, tout en continuant d'exercer son ministère aux États-Unis,.

### Convocation de la conférence
La GAFCON se tient un mois avant la traditionnelle conférence de Lambeth, rassemblement décennal de tous les évêques anglicans, qui sera boycottée cette année-là par environ 150 évêques conservateurs. L'élément déclencheur d'une « contre-conférence de Lambeth » est l'initiative prise par l'archevêque de Cantorbéry Rowan Williams de n'inviter ni l'évêque homosexuel Gene Robinson, ni l'évêque conservateur frondeur Martyn Minns à la conférence de 2008, entraînant des menaces de boycott des deux partis opposés,.
La tenue de la conférence GAFCON est annoncée dans un communiqué de presse des « primats orthodoxes » le 26 décembre 2007, qui disent représenter 30 des 55 millions d'anglicans « actifs » . Parmi les prélats signataires ou représentés se trouvent notamment les archevêques primats Peter Akinola (Église du Nigeria), Henry Orombi (Ouganda), Emmanuel Kolini (Rwanda), Benjamin Nzimbi (Kenya), Donald Mtetemela (Tanzanie) et Greg Venables (Cône sud de l'Amérique), les archevêques Peter Jensen de Sydney en Australie et Nicholas Okoh du Nigeria. La liste inclut également deux évêques américains qui se sont mis en marge de leur propre église (en se réalignant avec d'autres provinces de la Communion) et deux évêques anglais.
L'archevêque Peter Jensen donne pour objectif à la conférence de « rassembler les anglicans respectueux de la Bible pour une consultation urgente ». Mais au-delà, cette conférence marque la volonté des conservateurs de s'organiser en un réseau global durable au sein de la Communion, en se dotant de structures parallèles à celles existantes, sans toutefois créer à proprement parler un schisme,.

## Déroulement
La conférence devait initialement se dérouler en deux temps, avec un premier cycle de rencontres en Jordanie du 18 au 22 juin 2008, suivi d'une partie ayant un objectif plus spirituel. Il s'agit d'un pèlerinage de huit jours en Terre sainte, du 22 au 29 juin. Mais à la suite du refus des autorités jordaniennes d'accepter le visa d'entrée de l'archevêque Akinola, considéré comme un des principaux intervenants, les participants regagnent prématurément Jérusalem.
Les évêques participants seront finalement 303. Outre les sites traditionnels à Jérusalem, les pèlerins visitent également Bethléem et la Galilée. Le 26 juin 2008, alors que les participants gravissent le mont des Oliviers à Jérusalem, deux mille personnes participent au défilé de la gay pride dans la ville.
La conférence est l'occasion pour les participants de déplorer à nouveau les initiatives prises par les églises anglicanes aux États-Unis et au Canada, accusées d'apostasie, ainsi que leurs conséquences sur la vie de la Communion. L'archevêque Peter Akinola affiche pour objectif au mouvement conservateur la libération des entraves spirituelles et l'offre d'un abri pour ceux qui n'acceptent pas de vivre sous l'emprise d'une « hiérarchie révisionniste ». L'archevêque de Cantorbéry est également critiqué pour son incapacité à contrôler la situation. Mais certains correspondants de presse accusent les évêques africains de se refuser à condamner les violences anti-homosexuels dans leur propre pays.

## Réactions
Avant la tenue de la conférence, en mai 2008, l'évêque anglican de Jérusalem, Suheil Dawani et le primat de la province de Jérusalem et du Moyen-Orient, Mouneer Anis, s'en désolidarisent. Ils jugent cette initiative inopportune et manifestent leur crainte de voir les "conflits inter-anglicans" se propager à ce diocèse.

## Conséquences
Une nouvelle conférence GAFCON est prévue à Jérusalem, au cours du premier semestre 2013,.